# Ran Zhi
Ran Zhi (冉智) (mort el 354 EC) va ser un príncep hereu de l'estat xinès de curta durada de Ran Wei. El seu pare, Ran Min, va ser l'únic emperador de l'estat.
Ran Zhi, com el fill major de Ran Min, va ser fet príncep hereu quan el seu pare va proclamar el nou estat el 350; després d'enderrocar l'Emperador Shi Jian dels Zhao posteriors i nomenar-se a si mateix emperador. Ell va fer emperadriu a la mare de Ran Zhi, la Dama Dong. Després d'això Ran Min fou capturat i ajusticiat pel príncep dels Yan anteriors, Murong Jun, el 352, l'Emperadriu Dong va intentar resistir, però es va veure obligada finalment a rendir-se. Murong Jun la va crear la Dama Fengxi i va crear a Ran Zhi el Marquès de Haibin. En el 354, l'oficial de Yan anteriors Song Bin (宋斌) va ser acusat d'encapçalar un complot per fer emperador a Ran Zhi, i hom diu que tots els que van estar involucrats van ser executats — el que implica, però no indica de manera explícita que Ran Zhi va ser executat també. Una sèrie d'oficial anomenats Ran durant la tardana Dinastia Wei del Nord van afirmar ser descendents de Ran Min, probablement a través de Ran Zhi.